# Wolf Roth
Wolf Roth (Torgau, 30 agosto 1944) è un attore tedesco, attivo principalmente in campo televisivo e teatrale.

## Biografia
Sul piccolo schermo, ha partecipato ad oltre un centinaio di differenti produzioni, a partire dall'inizio degli anni settanta, lavorando sia in produzioni tedesche che in produzioni statunitensi. Tra i suoi ruoli principali, figurano quello di Peter Voss nella miniserie televisiva Peter Voss, der Millionendieb (1977), quello di Thomas von Guldenburg nella serie televisiva L'eredità dei Guldenburg (1986), quello di Niklas Haerlin nella serie televisiva Air Albatros (1994), ecc.; è inoltre un volto noto al pubblico per essere apparso come guest-star in vari episodi delle serie televisive L'ispettore Derrick e Il commissario Köster/Il commissario Kress (Der Alte).
È il marito dell'attrice austriaca Barbara May.

## Filmografia parziale

### Cinema
- Il cigno dagli artigli di fuoco (1970)
- Einer von uns beiden (1974)
- Feine Gesellschaft - beschränkte Haftung (1982)
- Diebinnen (1996)
- Goldene Zeiten (2006)
- Tesoro, sono un killer (2009)
- Russisch Roulette, regia di Joseph Vilsmaier (2012)
- A Hitman's Solitude Before the Shot, regia di Florian Mischa Boder (2014)

### Televisione
- Die Sprachlosen - film TV (1970)
- Leiche gesucht - film TV (1971)
- Tatort - serie TV, 4 episodi (1971-1975)
- Eine Frau bleibt eine Frau - serie TV (1973)
- Der Kommissar - serie TV, 2 episodi (1973-1975) - ruoli vari
- Der kleine Doktor - serie TV, 1 episodio (1974)
- Die preußische Heirat - film TV (1974)
- Margarete in Aix - film TV (1976)
- Eichholz und Söhne - serie TV, 1 episodio (1977)
- Quincy - serie TV, 1 episodio (1977)
- The African Queen - film TV (1977)
- Peter Voss, der Millionendieb - miniserie TV (1977)
- Sanfter Schrecken - film TV (1977)
- Squadra speciale K1 - serie TV, 2 episodi (1977-1981) - ruoli vari
- Il commissario Köster/Il commissario Kress (Der Alte) - serie TV, 15 episodi (1978-2003)
- Drei Bürger zum Geburtstag - film TV (1979)
- Fleisch - film TV (1979)
- Im Regen nach Amerika - film TV (1981)
- L'ispettore Derrick - ep. 10x01, regia di Helmuth Ashley (1983)
- Manimal - serie TV, 1 episodio (1983)
- L'ispettore Derrick - ep. 11x07, regia di Theodor Grädler (1984)
- Goldene Zeiten - Bittere Zeiten - miniserie TV (1984)
- Cover Up - serie TV, 1 episodio (1985)
- Top Secret - serie TV, 1 episodio (1985)
- The Red Elephants - miniserie TV (1986)
- L'ispettore Derrick - ep. 13x12, regia di Horst Tappert (1986)
- L'eredità dei Guldenburg - serie TV, 26 episodi (1986)
- Die Männer vom K3 - serie TV, 2 episodi (1988-1996) - ruoli vari
- L'ispettore Derrick - ep. 17x05, regia di Theodor Grädler (1990)
- L'ispettore Derrick - ep. 18x01, regia di Alfred Weidenmann (1991)
- L'ispettore Derrick - ep. 18x10, regia di Helmuth Ashley (1991)
- Polizeiruf 110 - serie TV, 1 episodio (1991)
- L'ispettore Derrick - ep. 20x03, regia di Theodor Grädler (1993)
- L'ispettore Derrick - ep. 21x07, regia di Theodor Grädler (1994)
- Praxis Bülowbogen - serie TV, 4 episodi (1994)
- L'ispettore Derrick - ep. 21x12, regia di Alfred Weidenmann (1994)
- Air Albatros - serie TV, 13 episodi (1994)
- Lutz & Hardy - serie TV, 1 episodio (1994)
- Großmutters Courage - film TV (1994)
- L'ispettore Derrick - ep. 22x03, regia di Alfred Weidenmann (1995)
- Frauenmörder Arved Imiela - film TV (1995)
- Wolff - Un poliziotto a Berlino - serie TV, 1 episodio (1995)
- L'ispettore Derrick - ep. 22x08, regia di Alfred Weidenmann (1995)
- L'ispettore Derrick - ep. 22x10, regia di Helmuth Ashley(1995)
- Verbrechen, die Geschichte machten - serie TV, 1 episodio (1995)
- Anwalt Abel - serie TV, 1 episodio (1996)
- Wolkenstein - serie TV, 1 episodio (1996)
- Die Geliebte - serie TV (1996)
- Ein Mord auf dem Konto - film TV (1996)
- Der Mordsfilm - serie TV, 1 episodio (1997)
- Maître Da Costa - serie TV, 1 episodio (1997)
- Happy Birthday - serie TV (1997)
- L'ispettore Derrick - ep. 25x04, regia di Alfred Weidenmann (1998)
- Il Clown - serie TV, 1 episodio (1998)
- Siska - serie TV, 7 episodi (1998-2008) - ruoli vari
- Un caso per due - serie TV, 1 episodio (1999)
- Dark Realm - serie TV, 1 episodio (2000)
- Die rote Meile - serie TV, 1 episodio (2000)
- Il nostro amico Charly - serie TV, 1 episodio (2000)
- Code Name: Eternity - serie TV, 1 episodio (2000)
- Faber l'investigatore - serie TV, 1 episodio (2000)
- SOKO 5113 - serie TV, 3 episodi (2000-2008) - ruoli vari
- Die Biester  - serie TV, 1 episodio (2001)
- Ein Stück vom Glück - film TV (2001)
- Rosamunde Pilcher - Fiori nella pioggia - film TV (2001)
- Squadra speciale Lipsia - serie TV, 2 episodi (2001-2002)
- Klinik unter Palmen - serie TV, 3 episodi (2002)
- Du bist mein Kind - film TV (2002)
- Ein himmlischer Freund - film TV (2003)
- Mit einem Rutsch ins Glück - film TV (2003)
- Der Wunschbaum - miniserie TV (2003)
- Inspektor Rolle - serie TV, 1 episodio (2004)
- Pfarrer Braun - serie TV, 1 episodio (2004)
- Geschichten aus dem Leben - serie TV, 1 episodio (2004)
- Liebe hat Vorfahrt - film TV (2005)
- Edel & Starck - serie TV, 1 episodio (2005)
- LadyLand - serie TV, 1 episodio (2006)
- Utta Danella - Eine Liebe im September - film TV (2006)
- Dream Hotel - serie TV, 1 episodio (2007)
- Hamburg Distretto 21 - serie TV, 1 episodio (2007)
- FunnyMovie - serie TV, 1 episodio (2008)
- Das Geheimnis im Wald - film TV (2008)
- Omicidi nell'alta società  - serie TV, 1 episodio (2008)
- Livvagterne - serie TV, 2 episodi (2009)
- Squadra Speciale Cobra 11 - serieTV, ep. 14x05 (2009)
- Utta Danella - Liebe mit Lachfalten - film TV (2011)

## Teatro (lista parziale)
- 1986: Die Dreigroschenoper, di Bertolt Brecht[3]
- 1986/1987: Die Räuber, di Friedrich Schiller[3]